# 25413 Dorischen
25413 Dorischen è un asteroide della fascia principale. Scoperto nel 1999, presenta un'orbita caratterizzata da un semiasse maggiore pari a 2,2310317 UA e da un'eccentricità di 0,1747749, inclinata di 0,48072° rispetto all'eclittica.